# Прадена
Прадена (ісп. Prádena) — муніципалітет в Іспанії, у складі автономної спільноти Кастилія-і-Леон, у провінції Сеговія. Населення — 597 осіб (2010).
Муніципалітет розташований на відстані близько 80 км на північ від Мадрида, 42 км на північний схід від Сеговії.
На території муніципалітету розташовані такі населені пункти: (дані про населення за 2010 рік)
- Кастросерна-де-Арріба: 25 осіб
- Прадена: 572 особи

## Демографія
Динаміка населення (INE ):